# Tipografia

La diffusione delle tipografie nel Quattrocento.

Si definisce tipografia (dal greco antico τύπος?, týpos, "impronta" e γράφειν, gráphein, "scrivere") l'insieme dei processi di composizione e stampa effettuati mediante l'uso di matrici in rilievo composte di caratteri mobili o di cliché inchiostrati. Per estensione, il termine indica anche l'officina in cui tale attività viene esplicata, e l'attività artigianale o industriale connessa.

## Storia

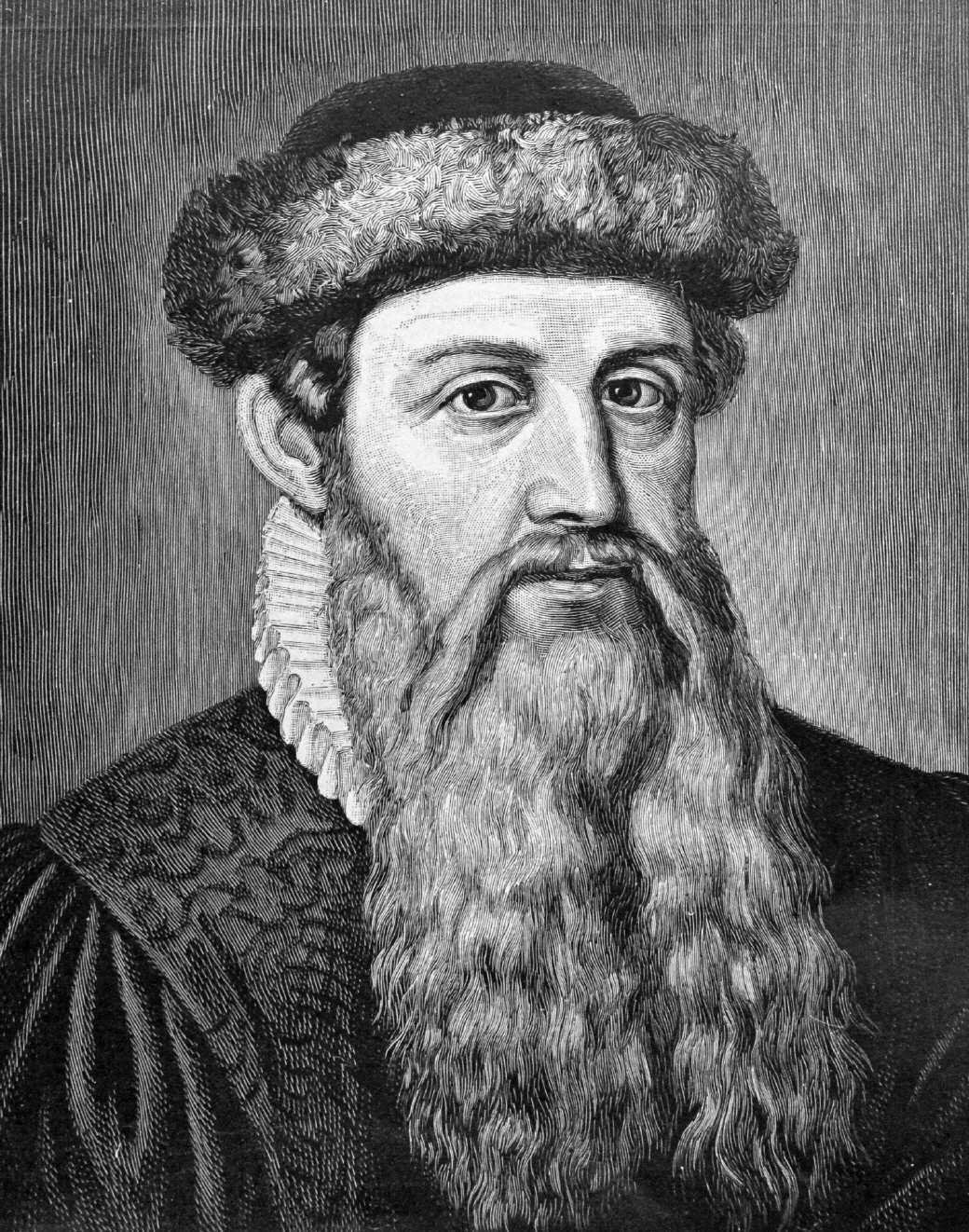
Johann Gutenberg, inventore della stampa a caratteri mobili.

I primi sistemi di stampa a caratteri mobili furono ideati in Cina: Bi Sheng (traslitterato in passato come Pi Sheng) costruì poco dopo il 1040 dei caratteri di terracotta che venivano assmemblati per costruire la pagina di testo, e intorno al 1300 Wang Zhen introdusse caratteri in legno. Entrambi i sistemi ebbero però una vita breve, perché non era possibile produrre molte copie di un testo senza che i fragili caratteri si deteriorassero; Cina e Corea cominciarono a utilizzare caratteri mobili in bronzo solo a partire dal 1490 con Hua Sui.
L'invenzione della stampa a caratteri mobili è però generalmente attribuita al tedesco Johann Gutenberg, seppure contemporaneamente a lui anche stampatori tedeschi, boemi, italiani (Panfilo Castaldi) e olandesi stessero lavorando nella medesima direzione. In ogni caso, Gutenberg, in società con il banchiere Johann Fust e con l'aiuto di Peter Schöffer (copista e calligrafo), stampa tra il 1448 e il 1454 a Magonza il primo libro con questa tecnica. Si tratta della celebre Bibbia a 42 linee (dal numero delle linee di testo che compongono ogni pagina) che viene messa in vendita a Francoforte sul Meno nel 1455.
La tecnica di Gutenberg consiste nell'allineare i tipi (cubetti metallici di sezione variabile, su ciascuno dei quali compare in rilievo a rovescio un carattere) assemblandoli in linee, e unire queste creando le pagine complete di testo. Ogni matrice relativa ad una pagina viene quindi inchiostrata e successivamente stampata con un torchio pressore. I libri pubblicati dall'invenzione della stampa sino alla fine del Quattrocento si chiamano incunaboli (dal latino in cuna, cioè "in culla, in fasce").
Grazie alla mobilità dei collaboratori di Gutenberg e Schöffer, nell'arco di circa un decennio la nuova tecnica si diffonde nelle varie città europee.  Il primo libro stampato in Italia di cui si abbia notizia fu tirato nel monastero di Subiaco. Qui si registra nel 1464 la presenza di Arnold Pannartz e Konrad Sweynheim, i quali, successivamente, si trasferiscono a Roma. A Bondeno, nella Bassa Ferrarese, si segnala nel 1463 la stipula di un accordo tra il tedesco Ulrico Pursmid e l'allora cappellano della pieve don Paolo Moerich, entrambi ospiti del parroco don Francesco da Fiesso.  Tale fatto induce a ritenere come, nell'Italia del secondo Quattrocento, «il reticolo di centri con una certa animazione culturale anche se nel nostro caso, per opera di apporti teutonici fu forse più fitto di quanto finora non consti».

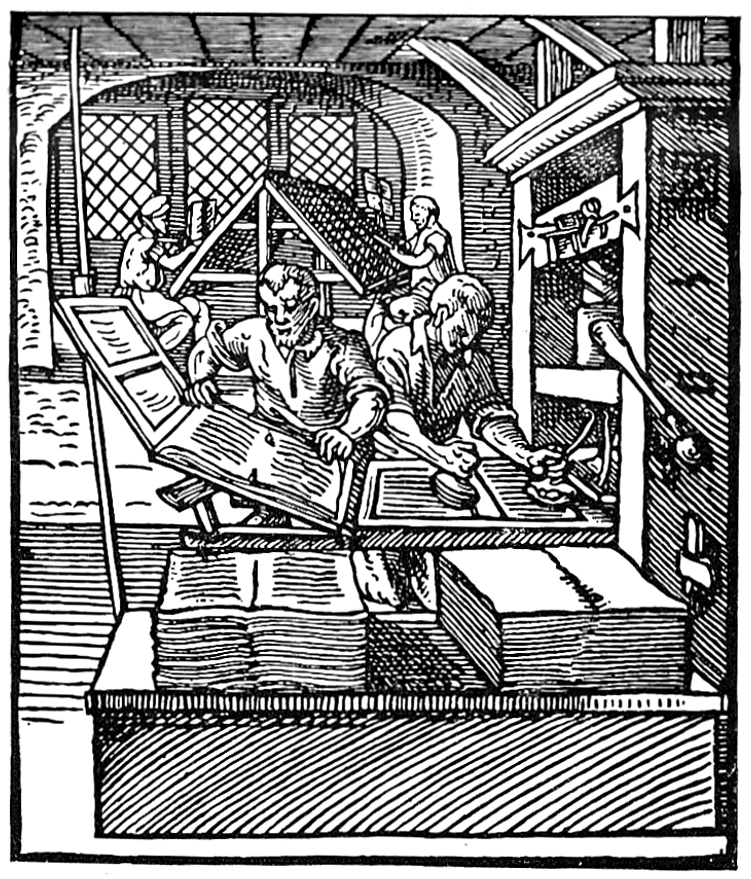
Tipografia di Francoforte sul Meno (1568).La più antica immagine a stampa, oggi conosciuta, di una tipografia europea con le tecniche di Gutenberg venne prodotta da Matthias Huss a Lione nel 1499; è una figura allegorica medievale rappresentante una danza macabra particolare: mostra varie persone in una tipografia con degli scheletri.

In Italia la nuova tecnica di stampa si diffonde rapidamente. In particolare, a Venezia i primi stampatori compaiono nel 1469 e portano la città a diventare il più importante centro europeo del libro a stampa; qui nella prima metà del XVI secolo vengono prodotti quasi la metà dei libri stampati in Italia. È proprio a Venezia che nel 1501 Aldo Manuzio pubblica i suoi enchiridia (libri tascabili), classici latini senza note e senza commento, realizzati con caratteri leggermente piegati a destra, disegnati dal bolognese Francesco Griffo: è la nascita del corsivo. Il tedesco di Magonza Johannes Numeister (allievo di Gutenberg) impiantò a Foligno una tipografia stampando nel 1470 il De bello Italico adversus Gothos di Leonardo Bruni. Nel 1472, sempre a Foligno, venne stampata dallo stesso Numeister e da Evangelista Angelini la Divina Commedia. Nel 1481 Adamo da Rottweil, un altro allievo e collaboratore di Johann Gutenberg, ottenne il permesso di esercitare l'attività di stampatore all'Aquila. Tra i tedeschi che hanno operato a Venezia si ricorda Vindelino da Spira.
Se i primi incunaboli cercano di presentarsi, per forma dei caratteri, disposizione generale e uso di abbreviazioni, proprio come i manoscritti, nel XVI secolo l'editoria comincia ad essere un'industria matura e si sforza di affrancarsi dall'eredità del passato. Così le righe si spaziano, i caratteri si riducono di dimensioni («corpo»), le abbreviazioni cadono in disuso e, in generale, la presentazione dei testi mira quindi alla leggibilità. Così, nel Settecento, John Baskerville, François Ambroise Didot e l'italiano Giambattista Bodoni, che lavora alla stamperia ducale di Parma, introducono nuovi caratteri ispirati a rigorose proporzioni geometriche.
Con la Rivoluzione industriale del XIX secolo anche lo sviluppo tecnologico della tipografia compie notevoli progressi. All'inizio del secolo la pressa in legno, rimasta virtualmente immutata dai tempi di Gutenberg, viene sostituita dalla pressa con struttura di metallo e viene introdotta la stereotipia, cioè il procedimento di riproduzione della forma della pagina già composta mediante calco su lastra metallica attraverso una pressione piana (tipografia a platina). Nel 1796, Alois Senefelder introduce la litografia.
Nel 1798, Louis Nicolas Robert alle dipendenze della cartiera degli stampatori parigini Didot, costruisce la «macchina continua», con la quale diviene possibile fabbricare un foglio continuo di carta e incrementare in questo modo la velocità di produzione. Nello stesso periodo, l'aumento della richiesta porta all'introduzione della carta a base di pasta di legno, in alternativa a quella prodotta dagli stracci, più costosi e difficili da reperire. La nuova carta trattata chimicamente risulta però poco durevole: nel corso di pochi decenni tende ad ingiallire e a sfaldarsi e molti testi stampati dall'inizio del XIX secolo minacciano di ridursi in pezzi illeggibili.

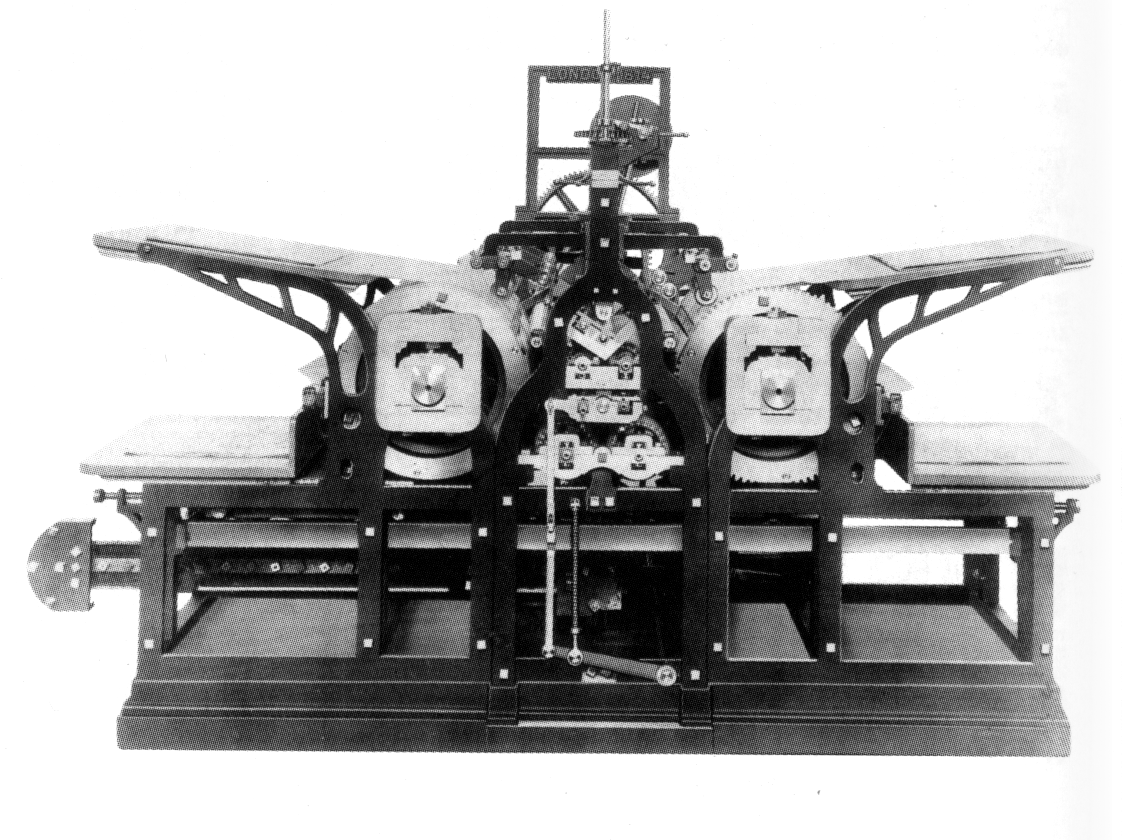
La pressa da stampa di König e Bauer (1814).

La prima pressa piano-cilindrica a vapore è realizzata nel 1814 dai tedeschi Friedrich König (1774-1833) e Andreas Bauer per il Times di Londra; questa tecnica permette di aumentare la capacità di stampa da 300 a 1 100 copie all'ora. Sempre al Times, viene introdotta pochi anni dopo, nel 1828, la macchina «a quattro cilindri» verticali realizzata da Augustus Applegath ed E. Cowper, in grado di produrre fino a 5 000 copie all'ora. In questi stessi anni si mise in evidenza il piacentino Antonio Farina che realizzò il carattere tipografico più piccolo che sia mai stato inciso: un microscopico due punti, sul corpo di tre punti.
La produzione industriale della carta inizia alla metà del secolo. In quel periodo si mise in evidenza il tipografo statunitense Theodore Low De Vinne. Due invenzioni che sicuramente hanno rivoluzionato il mondo dell'editoria permettendo di stampare velocemente e a colori sono la rotativa, una macchina in grado di stampare migliaia di copie all'ora su un nastro continuo di carta bianca, e la stampa a quattro colori detta quadricromia ciano-magenta: 
- la prima si deve allo statunitense Richard March Hoe nel 1843[8], che la brevettò nel 1847[9]. Auguste Hippolyte Marinoni, francese di origine italiana, inventò un processo mediante il quale la macchina stampava contemporaneamente su recto e verso del foglio[10].
- la seconda si deve ancora a Marinoni, che scoprì che combinando ciano (azzurro), magenta (rosso) e giallo si può ottenere qualsiasi tinta. Ogni elemento della macchina sovrappone il suo colore agli altri così alla fine l'immagine stampata ha tutte le tinte e le sfumature desiderate.

I primi esperimenti di composizione meccanica portano nel 1886 alla realizzazione, da parte dell'americano (nato in Germania) Ottmar Mergenthaler, della Linotype (fusione di intere righe già composte) e successivamente nel 1889 alla Monotype realizzata da Tolbert Lanston, che inventa un procedimento basato sulla fusione non delle righe ma dei singoli caratteri). La parte meccanica delle tecnologia della stampa subirà poi solo piccoli cambiamenti, fino all'introduzione della stampa Offset nel 1960. Sempre alla fine dell'Ottocento diventa standard l'utilizzo di carta da cellulosa.

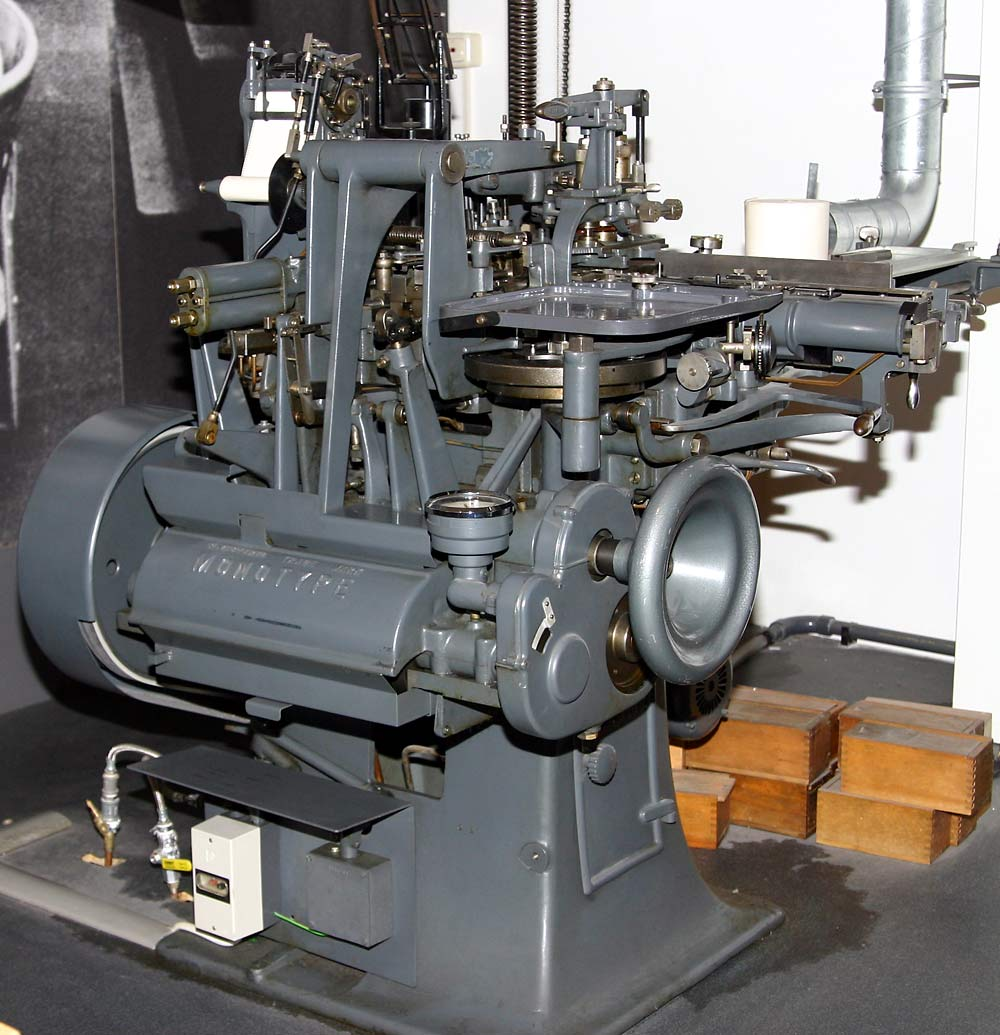
Macchina monotipo.

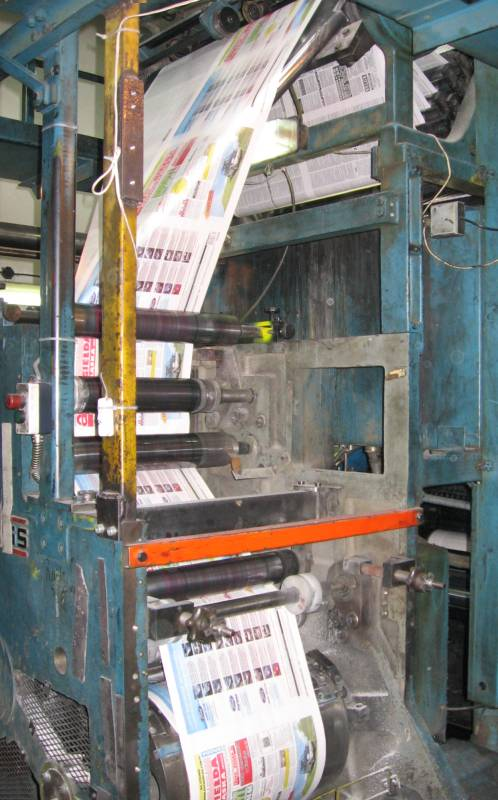
Stampa mediante una macchina rotativa.

La crescita degli strumenti informatici comporta profondi cambiamenti anche alla tipografia e porta alla nascita, negli anni settanta, della cosiddetta editoria elettronica. Le grandi apparecchiature per la stampa industriale vengono dotate di sistemi elettronici di controllo. Per la composizione delle pagine vengono resi disponibili sistemi che consentono di redigere da tastiera documenti che vengono automaticamente organizzati in linee e pagine. Dato che il processo della impaginazione di testi tipograficamente complessi richiede di procedere per tentativi, la composizione si avvale di videoterminali sui quali si possono vedere rapidamente gli effetti delle richieste del compositore. Con la diffusione del personal computer negli anni ottanta cresce fino a diventare prevalente il numero degli autori che si occupano anche dei dettagli dell'impaginazione.
A partire dal 1985, con l'introduzione dell'Apple Macintosh e di programmi come PageMaker nasce il Desktop Publishing, destinato a soppiantare tutti i sistemi fino ad allora impiegati per la preparazioni dei documenti da stampare.

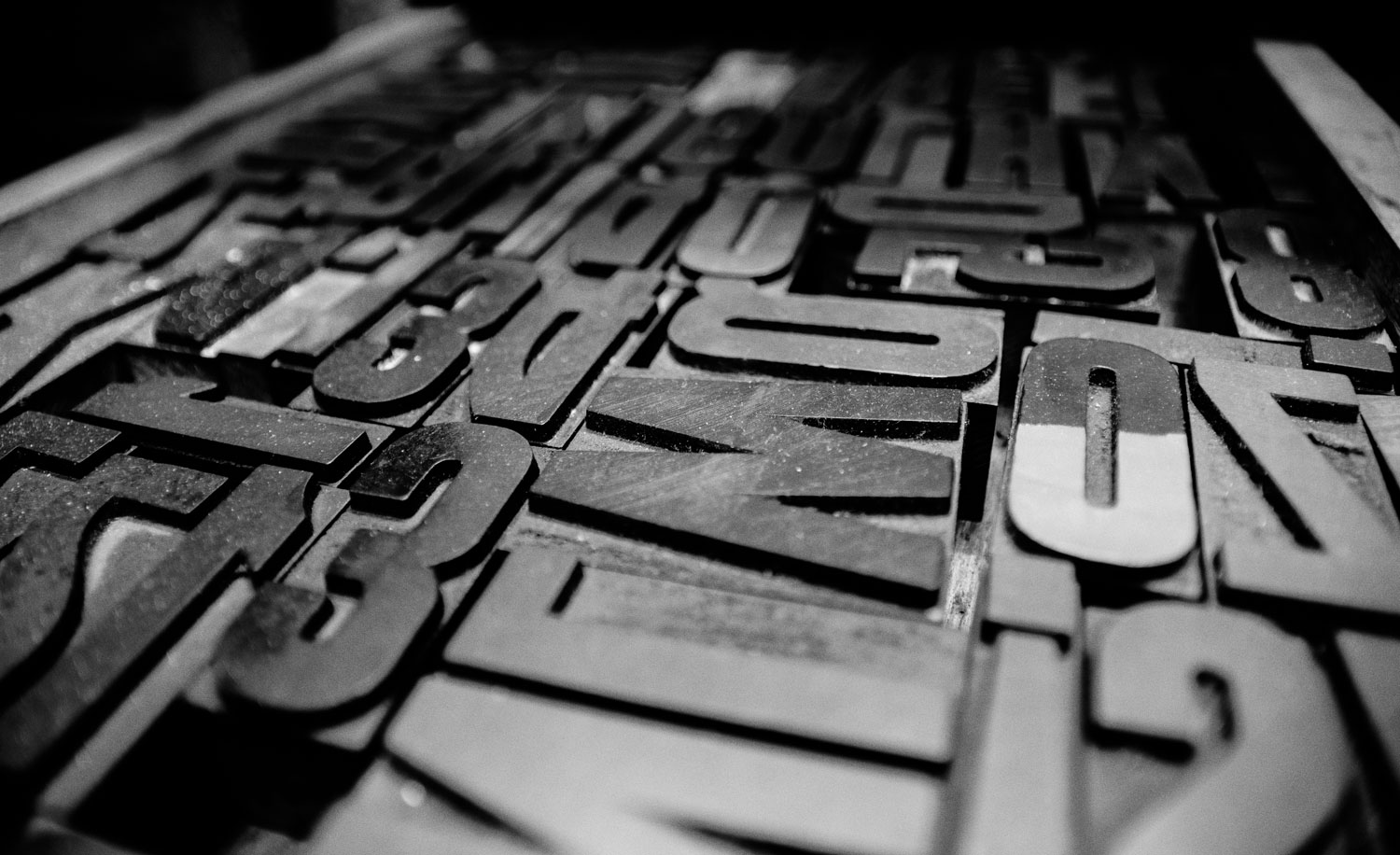
Dettaglio di una cassettiera di caratteri mobili fusi in piombo di grandi dimensioni in una tipografia del XX secolo.

Intorno al 1990, con la disponibilità delle piccole stampanti da tavolo che si servono dei dispositivi ad aghi (in una prima fase), a laser e a getto di inchiostro, si diffonde prima negli uffici e poi nelle abitazioni, la pratica della stampa personale: con competenze relativamente contenute i singoli utenti possono scrivere, comporre e stampare relazioni, lettere, testi a tiratura limitata. Nella seconda parte degli anni novanta, con la disponibilità della Rete Globale, i documenti prodotti elettronicamente possono essere distribuiti 
senza sostanziali limitazioni di distanza fra autore e lettori.
Naturalmente possono nascere complicazioni dalle differenze di formato esistenti fra le varie piattaforme computeristiche: queste però si cerca di contenerle con la definizione di standard e vengono compensate dalla facilità d'utilizzo dei sistemi di produzione rispetto alla stampa tradizionale, a caratteri mobili e dalla possibilità di correzione e di riutilizzo dei documenti su supporto digitale.
In ambito tipografico un carattere viene definito tipo ed esistono tipi con gli aspetti più disparati. In informatica una famiglia di tipi viene invece denominata font, termine che viene anche italianizzato in fonte. Anche dei font esistono molte diverse tipologie e varianti. Queste sono contraddistinte da nomi specifici, taluni dovuti a ragioni storiche (Bodoni, Helvetica, Sans serif, Garamond, Baskerville, Times, Courier, ...), altri di fantasia; questo è anche dovuto alla brevettabilità dei font e alla opportunità per le aziende del settore di dotarsi di propri font contraddistinti da nomi differenti da quelli che identificano font preesistenti lievemente diversi. Anche la precisazione dei font nei diversi corpi viene gestita con il computer: in particolare da alcuni anni risulta relativamente facile definire simboli speciali, dotati di forte impatto visivo.
La stampa su carta si avvale del procedimento a quattro colori, detto quadricromia (ciano, magenta, giallo e nero) chiamato per comodità CMYK, dal nome inglese dei quattro colori, Cyan, Magenta, Yellow, Key black.
Dei notevoli progressi per la tipografia elettronica sono derivati dalla introduzione di linguaggi specifici. Negli anni dal 1975 al 1980 Donald Knuth definisce e implementa il linguaggio TEX per la stampa di testi scientifici di alta qualità tipografica (le formule matematiche all'interno di Wikipedia sono trasformate in immagini tramite TEX) e il linguaggio METAFONT per la definizione di font in termini geometrici. LATEX, una variante di TEX attualmente più utilizzata dell'originario Plain TEX, viene usata attualmente dalla maggior parte delle riviste scientifiche. Negli stessi anni presso la Adobe viene invece definito il linguaggio PostScript che ha come primo obiettivo il controllo tramite microprocessore delle apparecchiature di stampa: questo linguaggio diventa uno standard de facto e permette di convogliare i processi di stampa avviati dai sistemi più diversi verso testi PostScript in grado di governare una grande varietà di dispositivi di stampa.

## Attività
L'attività tipografica si dispiega nell'esercizio di varie operazioni, come ad esempio:
- Il disegno dei caratteri tipografici;
- L'impaginazione dei caratteri sulla pagina (formatura tipografica);
- La stampa del supporto (carta, cartone, seta, raso, pergamena, plastica, metallo);
- Il confezionamento dei supporti stampati nel formato e veste finale di utilizzo: foglietti, blocchi, libri, calendari, manifesti, ecc.

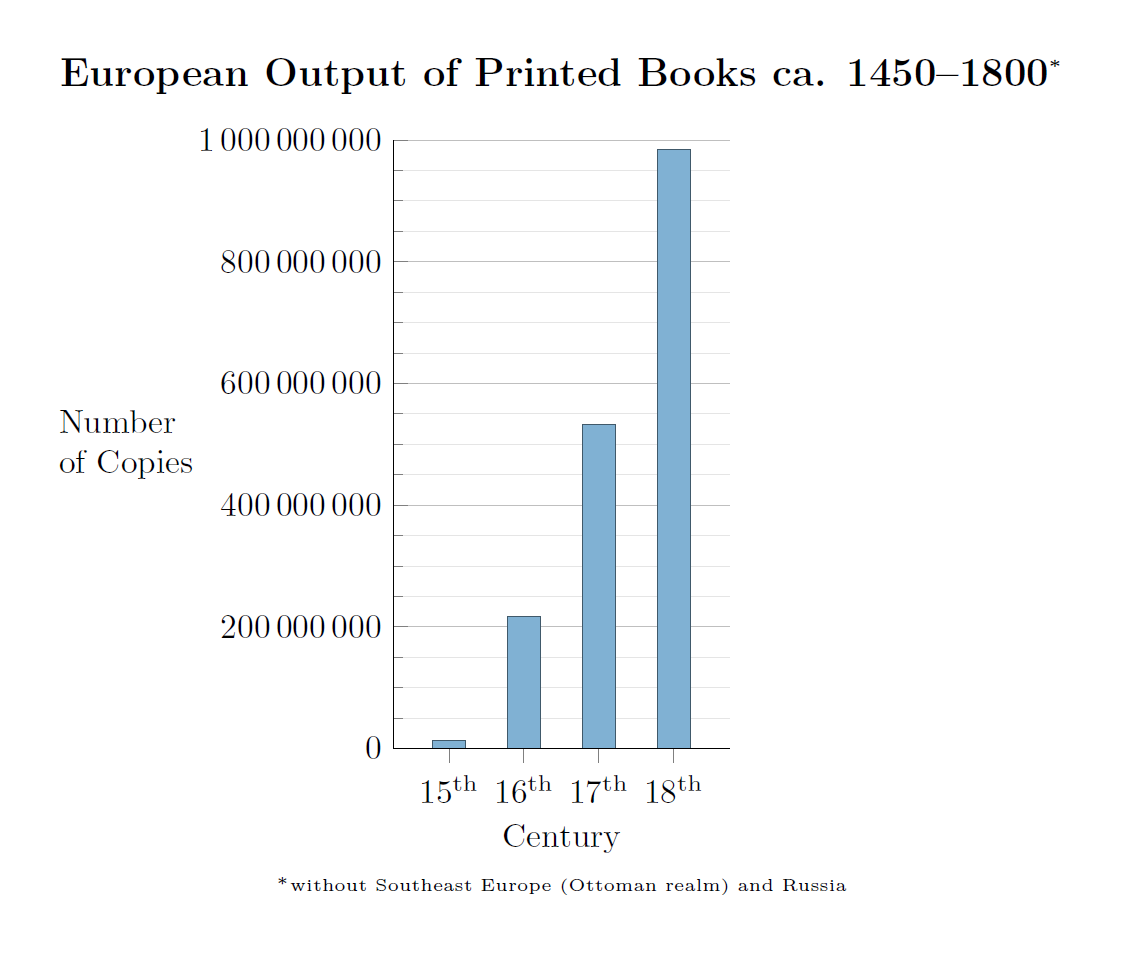
Produzione di libri stampati dal 1450 al 1800
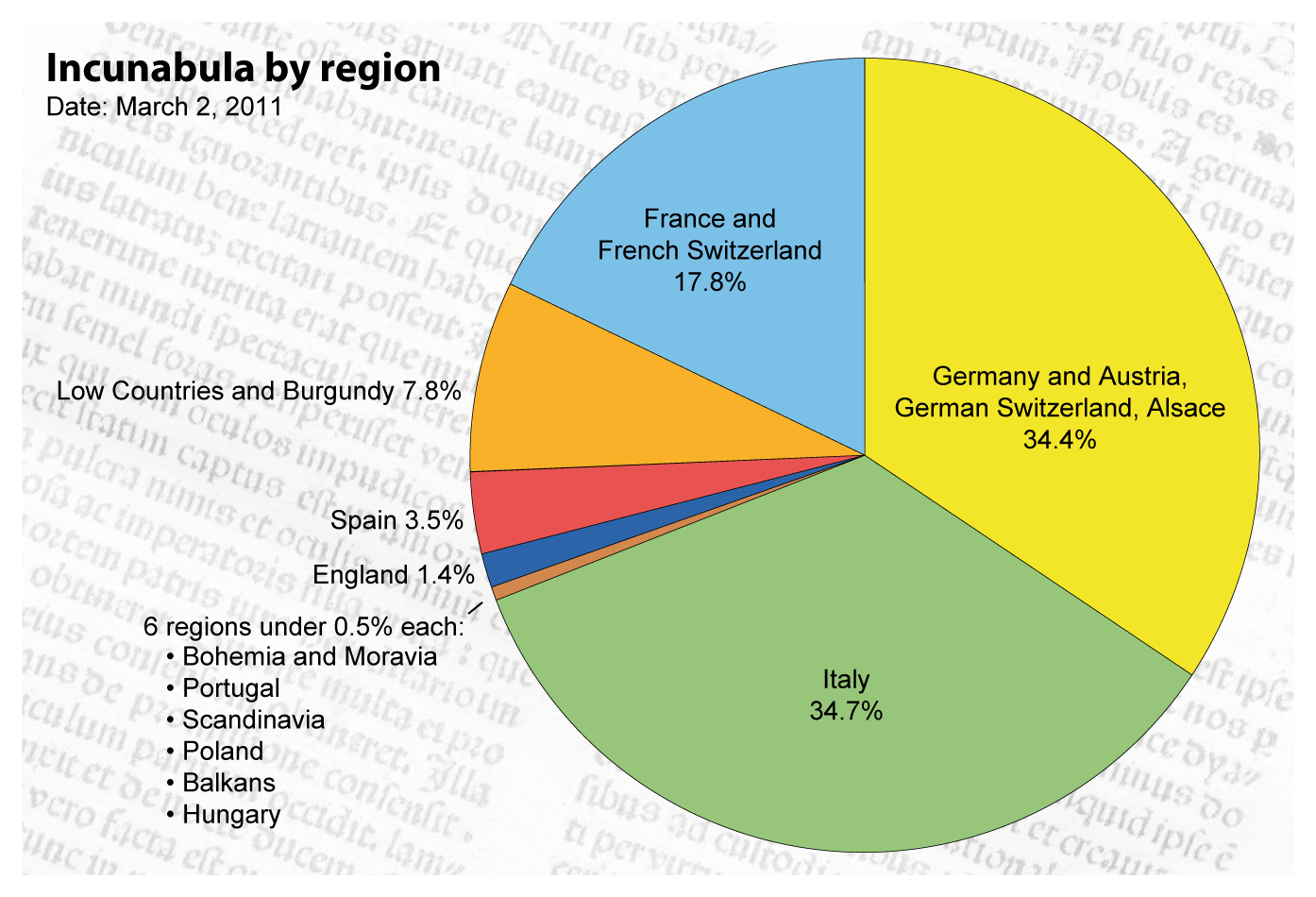
Proporzione dei libri stampati nel XV secolo per regione
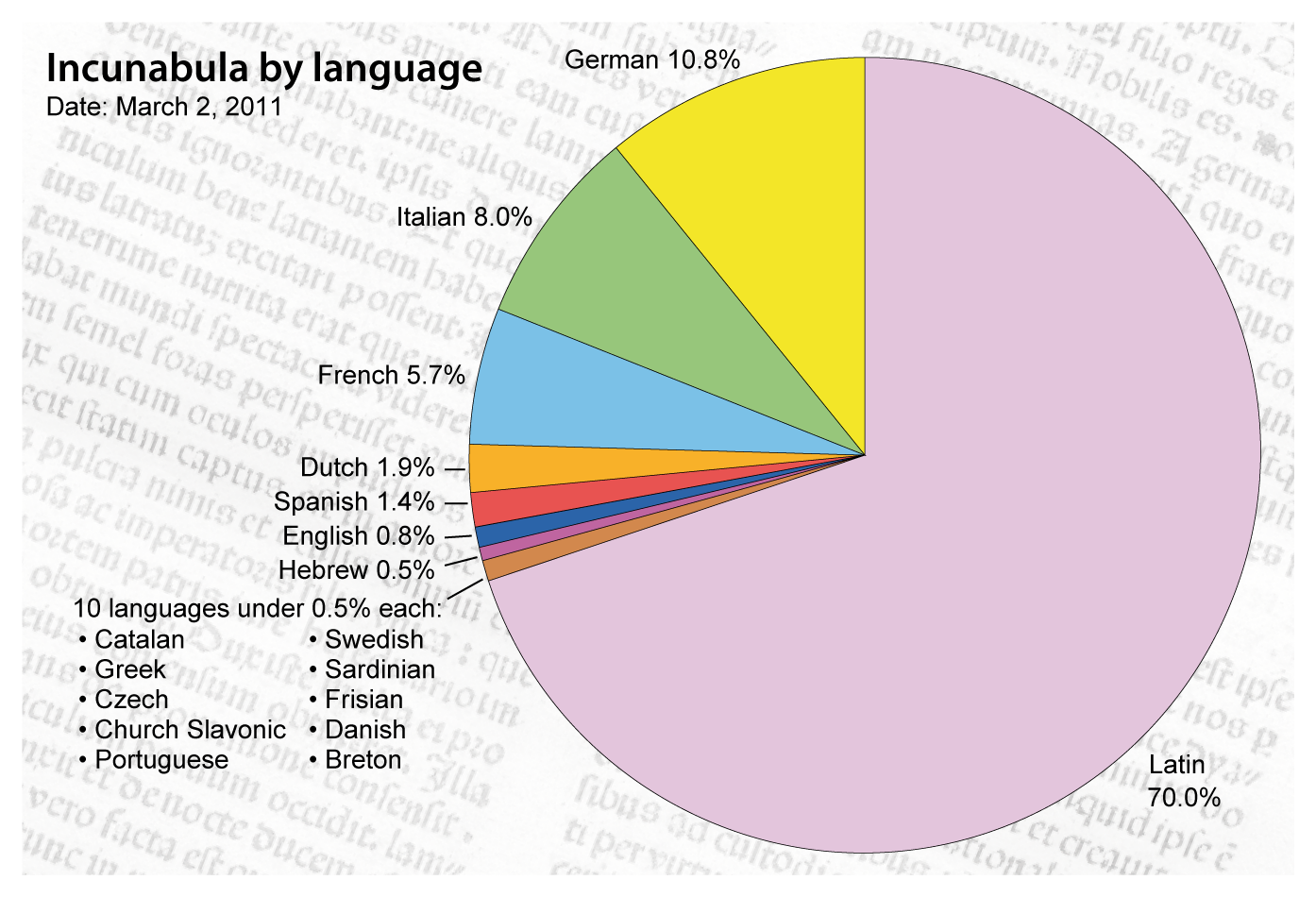
Proporzione dei libri stampati nel XV secolo per lingua

## Personale impiegato
Il personale di una tipografia era generalmente costituito da:
- Apprendisti: generalmente di età tra i 15 e i 20 anni, lavoravano al torchio eseguendo gli ordini del mastro tipografo; non dovevano necessariamente essere scolarizzati (in genere i livelli di cultura erano molto bassi in confronto ad oggi). Preparavano l'inchiostro, i fogli di carta e controllavano la pressa. Un apprendista che desiderava diventare un compositore doveva imparare il latino ed essere affiancato da un operaio qualificato;
- Operai: dopo aver finito il periodo di apprendistato, gli operai acquisivano più autonomia, ad esempio potevano diventare essi stessi datori di lavoro all'interno della tipografia;
- Compositore: componeva i testi ed approntava le forme di stampa;
- Addetto alla pressa: la persona che lavorava direttamente con la pressa era detto "torcoliere"; il suo era un lavoro fisicamente molto intenso.